# Silent Snow
Nieve Silenciosa (Silent Snow en inglés) es un documental de Jan van den Berg y Pipaluk Knudsen Ostermann, producido por drsFILMS, AS film en 2011. 

## Reseña
«Nieve Silenciosa. El envenenamiento invisible del mundo», autobiografía relatada por Pipaluk Knudsen Ostermann, nacida en la isla danesa de Groenlandia, esta joven inuit viaja a la India, África y Centroamérica para buscar las causas de la contaminación de su tierra. El documental trata sobre la naturaleza, la cultura y la contaminación, por químicos nocivos que las corrientes marinas y vientos llevan hacia el norte, donde terminan en la comida de los inuit.
Este asesino silencioso está matando a su comunidad, químicos que la Convención de Estocolmo prohíbe desde el 2004, como el DDT. Se investiga en que lugares, por qué motivos y como se siguen utilizando estos químicos en diferentes partes del mundo y las alternativas existentes. Que organizaciones y personas actúan para evitar la contaminación del medioambiente, en la historia de Ole Jorgen Hammeken, Ellady Muyambi, Henriette Rasmussen, Glory Mollel, Sophia, Anjana, Srinivasan, VJ José, Shweta Narayan, Don Timoteo, entre otros.
Fue filmada por el cineasta holandés Jan van den Berg, en Países Bajos, Uganda, India, Noruega, Tanzania, Costa Rica, Mozambique y Groenlandia.
Inspirado en libro de la bióloga, ecologista y escritora Rachel Carson, Primavera Silenciosa publicado en 1962, que advertía de los efectos perjudiciales de los pesticidas en el medio ambiente y la responsabilidad de la industria química de la creciente contaminación.

### Premios
- Mejor película, EcoZine Zaragoza, España.
- Primer Premio Festival Verde Seúl, Corea del Sur
- Premio Detener el Calentamiento Global y Premio del Público, Festival de Cortometraje en Japón.
- Primer Premio Planeta en Foco, Toronto, Canadá.
- Mejor Película Internacional, HRAFF Australia.
- Mejor Cortometraje, FIFFEL, Lausanne, Suiza.
- Premio Caracol de Oro, Festival de Bologna, Italia.
- Mención de Honor, Inkafest Perú.